# Eredivisie 2023/24 (vrouwenvoetbal)/Transfers winter
Dit is een lijst van transfers uit de Nederlandse Vrouwen Eredivisie in de maanden december en januari van de jaren 2023 en 2024 tijdens de winterstop in het seizoen 2023/24. Hierin staan alleen transfers die clubs uit de Vrouwen Eredivisie hebben voltooid.
| Speler               | Nationaliteit | Oude club             | Nieuwe club     | Extra   |
| -------------------- | ------------- | --------------------- | --------------- | ------- |
| Lieske Carleer       | Nederland     | Arizona Sun Devils    | FC Twente       |         |
| Chandra Davidson     | Canada        | Fortuna Sittard       | SL Benfica      |         |
| Shanique Dessing     | Nederland     | PSV                   | ADO Den Haag    |         |
| Dana Foederer        | Nederland     | Fortuna Sittard       | Utah Royals     |         |
| Samya Hassani        | Marokko       | Telstar               | Fenerbahce SK   |         |
| Bodil van den Heuvel | Nederland     | KAA Gent              | Telstar         |         |
| Ella Van Kerkhoven   | België        | KRC Genk              | Feyenoord       |         |
| Toko Koga            | Japan         | JFA Academy Fukushima | Feyenoord       |         |
| Marushka van Olst    | Nederland     | PEC Zwolle            |                 | Gestopt |
| Lára Pedersen        | IJsland       | Valur                 | Fortuna Sittard |         |
| Naomi Piqué          | Suriname      | PSV                   | FC Utrecht      |         |
| Loyce Speelman       | Nederland     | sc Heerenveen         |                 | Gestopt |
| Nicole Stoop         | Nederland     | ADO Den Haag          | AaB Aalborg     |         |
| Sara Thrige          | Denemarken    | AC Milan              | PSV             |         |
| Janne Verbakel       | Nederland     | PEC Zwolle            |                 | Gestopt |

2007/08 (zomer · winter) · 
2008/09 (zomer · winter) · 
2009/10 (zomer · winter) · 
2010/11 (zomer · winter) · 
2011/12 (zomer · winter) · 
2012/13 (zomer · winter) · 
2013/14 (zomer · winter) · 
2014/15 (zomer · winter) · 
2015/16 (zomer · winter) · 
2016/17 (zomer · winter) ·
2017/18 (zomer · winter) ·
2018/19 (zomer · winter) ·
2019/20 (zomer · winter) ·
2020/21 (zomer · winter) ·
2021/22 (zomer · winter) ·
2022/23 (zomer · winter) ·
2023/24 (zomer · winter) ·
2024/25 (zomer · winter)